# Gertrud de Lalsky

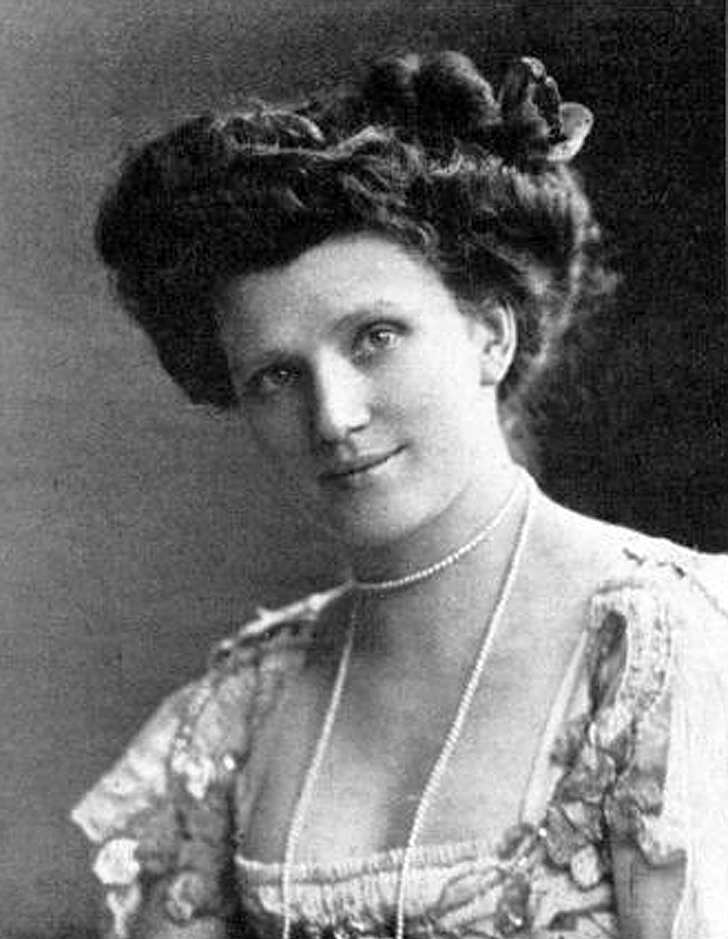
Gertrud de Lalsky, 1908

Ella Angelika Gertrude de Lalsky (* 27. Januar 1878 in Danzig; † 16. September 1958 in Berlin) war eine deutsche Schauspielerin.

## Leben
Sie trat bereits 1899 mit Resemann’s Ensemble in New York auf und spielte seit 1900 am Stadttheater von Krefeld. Weitere Stationen ihrer Theaterlaufbahn waren Bühnen in Dresden, Wien, Hamburg und Frankfurt am Main.
Seit 1923 gehörte Gertrud de Lalsky dauerhaft zur Besetzung verschiedener Berliner Spielstätten, zum Beispiel am Künstlertheater, Renaissance-Theater, Komödienhaus und Plaza-Theater. Beim deutschen Stummfilm war sie zunächst Hauptdarstellerin. In einem ihrer ersten Filme, Katharina die Große (1920) verkörperte sie Elisabeth, Kaiserin von Russland, in drei der vier Fridericus-Rex-Filme von 1921 bis 1923 Sophie Dorothea, die Königin von Preußen. In späteren Jahren wurde Gertrud de Lalsky eine häufig besetzte Nebendarstellerin im deutschen Film. Sie stand 1944 in der Gottbegnadeten-Liste des Reichsministeriums für Volksaufklärung und Propaganda.

## Filmografie
- 1919: Sklaven fremden Willens
- 1920: Hypnose
- 1920: Katharina die Große
- 1921: Die Gassenkönigin
- 1921: Fridericus Rex: 1. Sturm und Drang
- 1921: Fridericus Rex: 2. Vater und Sohn
- 1922: Es leuchtet meine Liebe
- 1922: Fridericus Rex: 3. Sanssouci
- 1923: Gobseck
- 1923: S.O.S. Die Insel der Tränen
- 1924: Prater
- 1924: Soll und Haben
- 1925: Der Demütige und die Sängerin
- 1926: Ich hab mein Herz in Heidelberg verloren
- 1927: Der Sohn der Hagar
- 1927: Die Spielerin
- 1927: Prinz Louis Ferdinand
- 1927: Die Lindenwirtin am Rhein
- 1927: Die Sandgräfin
- 1928: Ein Mädel mit Temperament
- 1928: Die seltsame Nacht der Helga Wangen
- 1928: Hotelgeheimnisse
- 1929: Fräulein Else
- 1929: Mädchen am Kreuz
- 1929: Geschminkte Jugend
- 1930: Fundvogel
- 1930: Sei gegrüßt, Du mein schönes Sorrent
- 1930: Liebeswalzer (und engl. Version The Love Waltz)
- 1931: Kaiserliebchen
- 1931: Ihre Majestät die Liebe
- 1931: Mädchen in Uniform
- 1932: Holzapfel weiß alles
- 1933: Die blonde Christl
- 1933: Hans Westmar
- 1934: Die englische Heirat
- 1935: Der höhere Befehl
- 1936: Diener lassen bitten
- 1936: Hummel - Hummel
- 1937: Vor Liebe wird gewarnt
- 1938: Ziel in den Wolken
- 1938: Die kleine und die große Liebe
- 1938: Heimat
- 1938: Der Blaufuchs
- 1939: Die Stimme aus dem Äther
- 1939: Premiere der Butterfly (Il sogno di Butterfly)
- 1940: Der Sündenbock
- 1941: Carl Peters
- 1942: Die Entlassung
- 1943: Die beiden Schwestern
- 1944: Der Majoratsherr
- 1944: Solistin Anna Alt
- 1944/48: Das kleine Hofkonzert
- 1945: Die Brüder Noltenius